# Rosiclare
Rosiclare – miasto w Stanach Zjednoczonych, w stanie Illinois, w hrabstwie Hardin.